# Маршалска Острва на Летњим олимпијским играма 2008.
Спортисти Маршалских Острва су били међу 205 земаља учесница на Летњим олимпијским играма 2008. у Пекингу Кина. Ово је било прво учешће Маршалских Острва на Олимпијским играма.
Учествовало је пет спортиста (3 мушкарца и 2 жене) у три спорта атлетици, пливању и теквондоу. 
Нису освојили ниједну олимпијску медаљу.
На свечаном отварању заставу Маршалских Острва носио је рвач Вејлон Милер који није учествовао на такмичењу у рвању на Олимпијским играма.
Анџи Џејсон је први спотиста Маршалских Острва који се икада квалификовао за учешће на Олимпијским играма. Хејли Нерма је представљала Маршалска Острва у атлетици. Трчала је на 800 метара. Нермин отац је родом са Маршалских Острва, а она је студент Универзитета у Сан Франциску и никад није била у земљи за коју се такмичила на Олимпијским играма 2008.

## Резултати по дисциплинама

### Мушкарци
| Атлетичар          | Дисциплина | Група    | Група   | Четвртфинале     | Четвртфинале     | Полуфинале       | Полуфинале       | Финале           | Финале           | Детаљи |
| Атлетичар          | Дисциплина | Резултат | Пласман | Резултат         | Пласман          | Резултат         | Пласман          | Резултат         | Пласман          | Детаљи |
| ------------------ | ---------- | -------- | ------- | ---------------- | ---------------- | ---------------- | ---------------- | ---------------- | ---------------- | ------ |
| Роман Вилијам Крис | 100 м      | 11,18    | 72 / 80 | Није се пласирао | Није се пласирао | Није се пласирао | Није се пласирао | Није се пласирао | Није се пласирао |        |

### Жене
| Атлетичарка | Дисциплина | Група    | Група   | Четвртфинале      | Четвртфинале      | Полуфинале        | Полуфинале        | Финале            | Финале            | Детаљи |
| Атлетичарка | Дисциплина | Резултат | Пласман | Резултат          | Пласман           | Резултат          | Пласман           | Резултат          | Пласман           | Детаљи |
| ----------- | ---------- | -------- | ------- | ----------------- | ----------------- | ----------------- | ----------------- | ----------------- | ----------------- | ------ |
| Хејли Нерма | 800 м      | 2:18,83  | 38 /42  | Није се пласирала | Није се пласирала | Није се пласирала | Није се пласирала | Није се пласирала | Није се пласирала |        |

### Мушкарци
| Пливач      | Дисциплина  | Група | Група   | Полуфинале       | Полуфинале       | Финале           | Финале           | Детаљи |
| Пливач      | Дисциплина  | Време | Место   | Време            | Место            | Време            | Место            | Детаљи |
| ----------- | ----------- | ----- | ------- | ---------------- | ---------------- | ---------------- | ---------------- | ------ |
| Џеред Хајне | 100 м леђно | 58,86 | 43 /45) | Није се пласирао | Није се пласирао | Није се пласирао | Није се пласирао |        |

### Жене
| Пливачица        | Дисциплина    | Група | Група   | Полуфинале        | Полуфинале        | Финале            | Финале            | Детаљи |
| Пливачица        | Дисциплина    | Време | Место   | Време             | Место             | Време             | Место             | Детаљи |
| ---------------- | ------------- | ----- | ------- | ----------------- | ----------------- | ----------------- | ----------------- | ------ |
| Џулијана Киршнер | 50 м слободно | 30,42 | 75 / 92 | Није се пласирала | Није се пласирала | Није се пласирала | Није се пласирала |        |

### Теквондо
Мушки
| Такмичар    | Дисциплина | Осминафинала       | Четвртфинале       | Полуфинале         | Репасаж Четвртфинале | Репасаж Полуфинале | Финале             | Детаљи |
| Такмичар    | Дисциплина | Противник Резултат | Противник Резултат | Противник Резултат | Противник Резултат   | Противник Резултат | Противник Резултат | Детаљи |
| ----------- | ---------- | ------------------ | ------------------ | ------------------ | -------------------- | ------------------ | ------------------ | ------ |
| Анџи Џејсон | - 80 кг    | Арон Кук ИЗ 7-0    | Није се пласирао   | Није се пласирао   | Није се пласирао     | Није се пласирао   | Није се пласирао   | Детаљи |